# Dasychira innupta
Dasychira innupta är en fjärilsart som beskrevs av Collenette 1960. Dasychira innupta ingår i släktet Dasychira och familjen tofsspinnare. Inga underarter finns listade i Catalogue of Life.